# الخشبه السفلى (الشاهل)

تعديل مصدري - تعديل

الخشبة السفلى هي إحدى قرى عزلة الامرور بمديرية الشاهل التابعة لمحافظة حجة، بلغ تعداد سكانها 149 نسمة حسب تعداد اليمن لعام 2004.